# 이와쿠라 히로후미
이와쿠라 히로후미(岩倉 博文, 1950년 1월 15일~2025년 4월 18일)은 일본의 정치가이다. 홋카이도 도마코마이 시장이다. (2006년 7월 10일~2024년 11월 5일)

## 인물
도마코마이 시내의 초, 중학교 졸업후 도쿄 도에 있는 릿쿄 고등학교 (현재:릿쿄 신자이 고등학교), 릿쿄 대학경제학부 졸업. 이와쿠라 건설（본사, 삿포로시）에 근무하여 간부가 되었다. 1989년 일본 청년 회의소 부회장.
2000년 중의원 선거 홋카이도 제 9구에서 일본 자민당 공인으로 입후보, 민주당 대표인 하토야마 유키오에게 석패하지만, 비례부활로 첫 당선되다. 중의원 의원 1기를 역임하였지만 2003년, 2005년중의원 선거에서 하토야마에게 모두 패하고 비례부활도 하지 못했다. 중의원 의원 당시에는 하시모토 파(橋本派)에 소속되어 있었으며, 스즈키 무네오와 친했다.
2006년 불상사로 인해 사임한 사쿠라이 다다시전 시장의 뒤를 이어, 무소속 (자민당 신토 다이치추천)으로 도마코마이 시장 선거에 입후보, 전 시장의 도리고에 다다유키(鳥越忠行)를 물리치고 첫 당선 되었다.